# Stołowe
Stołowe – w przeszłości opodatkowanie, ściągane "za stół", tzn. w przybliżeniu od każdej rodziny, ściągane w postaci pieniężnej lub w naturze (np. w zbożu).